# Harm Cornelis Winters
Harm Cornelis Winters (Grijpskerk, 16 december 1820 – Assen, 15 augustus 1887) was een Nederlandse architect.

## Leven en werk
Winters werd geboren in Grijpskerk als Harm Winters, zoon van timmerman Cornelis Harm Winters en zijn verloofde Nieske Jans Blaam. Het gezin verhuisde naar Assen, waar zijn ouders in 1822 trouwden. Hij werd net als zijn vader timmerman. Hij trouwde in 1843 met Alberdina Koops (1822-1890). Vanaf ca. 1850 noemde hij zich Harm Cornelis Winters, waarschijnlijk om zich te onderscheiden van zijn neef, naam- en plaatsgenoot Harm Winters (1821-1885), die ook als timmerman en aannemer werkzaam was. 
H.C. Winters volgde in 1866 Wander Postma op als stadsbouwmeester van Assen. In die functie ontwierp hij diverse scholen, waaronder de Rijks Hogere Burgerschool in Assen. Per 1 maart 1887 kreeg hij vanwege zijn slechte gezondheid een assistent, Taeke Boonstra. Winters overleed enkele maanden later, op 66-jarige leeftijd, en werd opgevolgd door Boonstra.

## Enkele werken
| Jaartal | Locatie                                   | Omschrijving                                                            | Status                    | Afbeelding |
| ------- | ----------------------------------------- | ----------------------------------------------------------------------- | ------------------------- | ---------- |
| 1867    | Assen, Beilerstraat 30                    | Rijks Hogere Burgerschool                                               | Rijksmonument             |            |
| 1869    | Assen, Vaart N.Z. 6                       | woonhuis gebouwd voor R. Vos                                            | Rijksmonument             |            |
| 1870    | Assen, Oostersingel 3-5                   | woonhuizen gebouwd voor Van Lier en cons.                               | Rijksmonument             |            |
| 1870    | Assen, Gymnasiumstraat                    | Westerschool, later ULO                                                 | gesloopt rond 2004        |            |
| 1870    | Huis ter Heide (Drenthe), Asserstraat 136 | Boerderij Huis ter Heide                                                | Rijksmonument             |            |
| 1871    | Assen, Oosterparallelweg                  | Aardscheveldschool                                                      | gesloopt in 1928          |            |
| 1873    | Nieuw-Amsterdam, Vaart Z.Z. 86            | Zuiderkerk                                                              | Rijksmonument             |            |
| 1873    | Assen, Stationsstraat 11                  | Huize Ebbenerve                                                         | Rijksmonument             |            |
| 1874    | Nieuw-Dordrecht, Vastenow 3               | N.H.-Kerk                                                               |                           |            |
| 1874    | Witten, Witterhaar 3-5                    | lagere school (later verbouwd tot zuivelfabriek, daarna dubbele woning) |                           |            |
| 1874    | Assen, Noordersingel                      | Oosterschool                                                            | gesloopt in 1983          |            |
| 1874    | Assen, Noordersingel 29                   | onderwijzerswoning en ijklokaal                                         | Gemeentelijk monument     |            |
| 1879    | Assen, Vaart Z.Z. 71                      | woonhuis gebouwd voor E. Wichers jr.                                    |                           |            |
| 1880    | Assen, Kerkstraat                         | Catechisatielokaal voor de Jozefkerk                                    | Gemeentelijke monument    |            |
| 1881    | Assen, Hoofdvaartsweg 94                  | lagere school van Kloosterveen                                          | Gemeentelijke monument    |            |
| 1882    | Rolde, Gieterstraat 9                     | verbouwing woning van burg. Hendrik van der Wijck                       |                           |            |
| 1882    | Assen, Groningerstraat                    | Noorderschool, later Wilhelminaschool                                   | gesloopt in de jaren 1970 |            |
| 1884    | Assen, Oostersingel 25                    | woonhuis gebouwd voor G.W. v/d Feltz                                    | Rijksmonument             |            |
| 1885    | Assen, pr. Hendrikstraat 2-4              | dubbel woonhuis gebouwd voor R. Gunster                                 | zuidzijde herbouwd        |            |
| 1885    | Assen, Collardslaan 2                     | woonhuis gebouwd voor B. Jacobs                                         | Rijksmonument             |            |
| 1885    | Assen, Collardslaan 6                     | woonhuis gebouwd voor H. van Dalen                                      | Provinciaal monument      |            |
| 1886    | Assen, Oostersingel                       | Meisjesschool, later Jan Lighthartschool                                | gesloopt in 1963          |            |